# Накпаев, Салимжан Жумашевич
Салимжан Жумашевич Накпаев (каз. Сәлімжан Жұмашұлы Нақпаев, родился 3 марта 1966 года в Миялы) — казахский политик, аким города Атырау с 2006 по 2009 годы.

## Биография
Родился 3 марта 1966 года в селе Миялы (Кзылкогинский район, Атырауская область, Казахская ССР, ныне Республика Казахстан). Окончил Алма-Атинский институт народного хозяйства в 1991 году со специальностью «экономист», с 1983 по 1989 годы работал на Макатском ЛПУ машинистом технологических компрессоров. Отслужил в советской армии. С 1989 по 1992 годы был старшим экономистом экономического комитета в Макатском райисполкоме, затем до 1995 года руководил муниципальным предприятием «Максат».
С 1995 года Накпаев занимался политикой, будучи заместителем акима Макатского района до 2000 года, затем стал акимом района и проработал на этой должности до 2003 года. В марте 2003 года возглавил аппарат акима Атырауской области, с января 2005 года занимал должность акима Жылыойского района. С февраля по октябрь 2006 года — заместитель акима Атырауской области. В октябре 2006 года назначен на пост акима города Атырау, который покинул в декабре 2009 года и был переведён затем на должность заместителя акима Атырауской области. С июня 2010 года — на руководящей работе в казахстанском представительстве «Аджип».
25 марта 2012 года Накпаева арестовали на границе с Астраханской областью и завели уголовное дело по статье 327 УК РК «Самоуправство». 2 апреля 2012 года его признали виновным в самоуправстве, совершённом группой лиц по предварительному сговору, и осудили на 4 года тюрьмы в колонии общего режима, но в сентябре полностью оправдали и реабилитировали. С февраля 2013 года Накпаев занимает пост заместителя акима Атырауской области.
Женат. Супруга — Ляззат Тлегеновна Ержанова, сын Жангирхань. Награждён орденом «Курмет» и медалью в честь 10-летия независимости Республики Казахстан.